# Плуг (литературная организация)

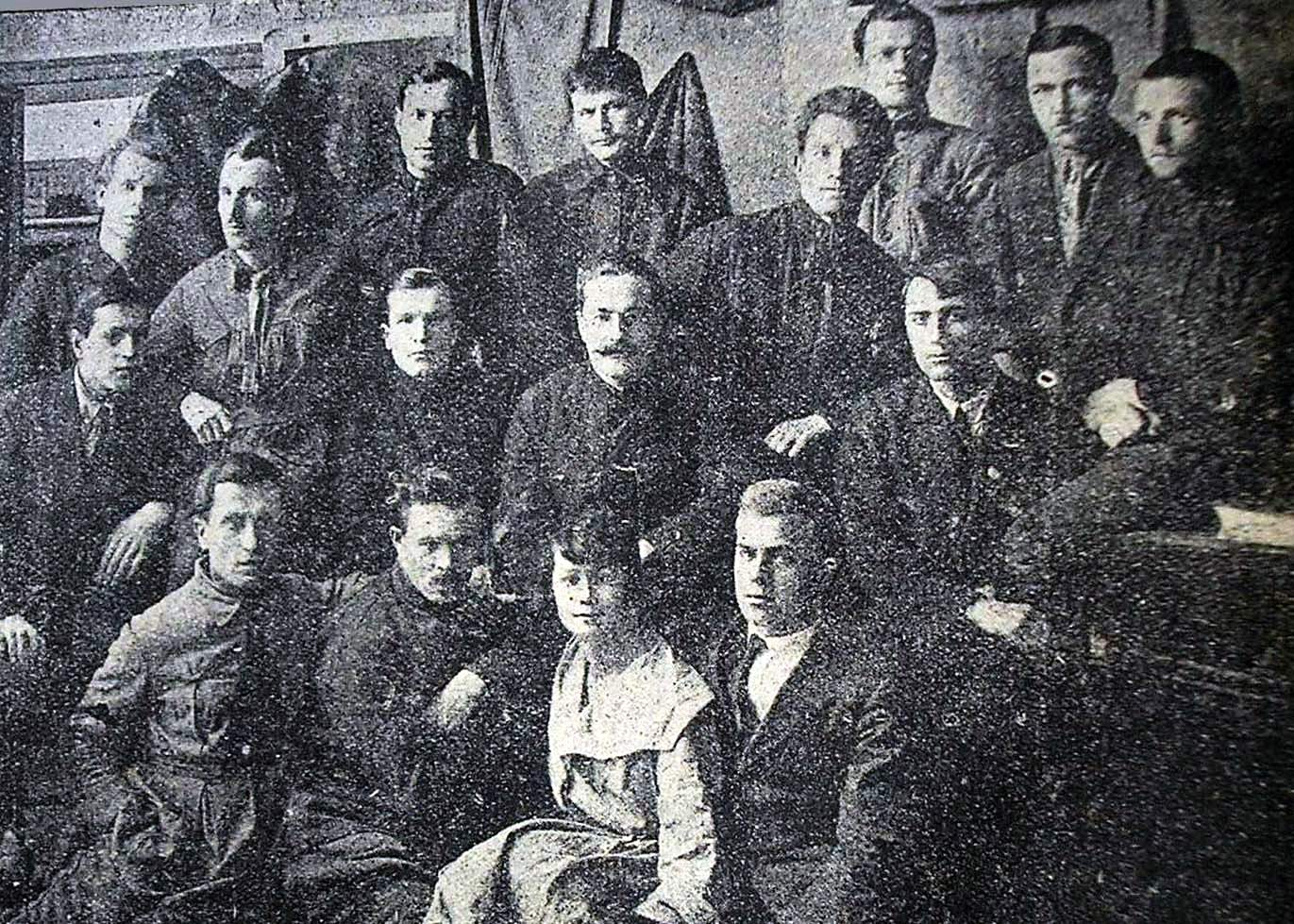
Союз крестьянских писателей «Плуг». Харьков, 1924. Стоят (слева направо): Копыленко, П. Панч, Кожицкий, Степовый, Грудина, Ю. Никифорук, И. Шевченко. Сидят: Вражливый, С. Божко, С.Пилипенко, В. Сосюра. Сидят внизу: Капустянский, Шостак, Н. Годованец,
Романовская, Д. Бедзик

«Плуг» — организация крестьянских писателей на Украине, созданная в 1921—1922 гг. С 1931 — Союз пролетарско-колхозных писателей. Ликвидирована после постановления ЦК ВКП(б) от 23 апреля 1932.
Организаторами и активными членами союза были С. Пилипенко (бессменный председатель), А. Панив, А. Головко, И. Шевченко, П. Панч, К. Р. Анищенко, Д. Гуменная, П. Усенко, А. Крашаница, И. Сенченко, Г. Коляда, Г. Эпик, В. Мысик, Н. Годованец) и др.
В своей декларации «Плуг» указывал, что задача организации — «борьба с собственнической мещанской идеологией среди крестьянства и воспитание как своих членов, так и широких крестьянских масс в духе пролетарской революции, привлечение их к активному творчеству в этом направлении».
Печатные органы: журналы «Плуг» (1925—1927 и 1928—1932), «Плужанин» (с февраля 1925). Организация издала три альманаха (1924—1927 гг.).
Киевский филиал был создан 6 декабря 1923. Его членами состояли Я. Качура, А. Шмыгельский, М. Довгополюк и др. писатели.
Часть литераторов боролась с руководством «Плуга». В результате этой борьбы выкристаллизовалась группа писателей (И. Кириленко, А. Дикий, Н. Забила и др.), которая вышла из него и влилась в инициативную группу по организации ВУСПП. Затем вторая группа членов «Плуга» в результате идеологических разногласий покинула его ряды, организовавшись в комсомольское литературное объединение «Молодняк» (П. Усенко, А. Кундзич и др.).